# Sex Museum
Sex Museum es un grupo español de rock fundado en Madrid en 1985.
Comenzaron como un grupo de rock en torno a la escena mod de Madrid, surgida a la sombra de la movida. En sus primeros discos se aprecian influencias de música negra —soul, rhythm and blues y rock and roll—, psicodelia y garage y de hecho, aparecen en la onda del revival «garagero» de los años ochenta procedente de Estados Unidos. Desde entonces su sonido ha ido evolucionando hacia un potente hard rock de corte setentero.
En 1997, tras casi tres años de gira ininterrumpida, deciden dejar el grupo durante un período de tres años, para volver en 2000 con su disco Sonic. Hasta 2006 han publicado un total de once álbumes, dos de ellos en directo y otro compartido.
Han recorrido toda España y buena parte de Europa en numerosas giras (son conocidos en la escena underground de Suiza o Alemania). Asimismo, han tocado en numerosos festivales nacionales —Espárrago Rock, Festimad o Viña Rock— e internacionales —Beat o Mania, en Múnich—. En 1994, fueron elegidos por Deep Purple para actuar como teloneros en su gira española.
Sex Museum ha sido el único grupo musical español en ocupar la portada de la veterana revista musical Ruta 66. En la portada aparecía el siguiente epígrafe: «Sex Museum: ¿el mejor grupo rock español de los 90?».
Durante sus más de veinte años en activo, los miembros del grupo han compaginado su carrera en Sex Museum con muchos proyectos paralelos, la mayoría sin apenas éxito comercial y a un nivel underground, como Los Coronas, Los Matadors, Wonderboys o The Tubular Greens. Además, Fernando Pardo ha ejercido de productor de muchos grupos españoles.

## Miembros
- Miguel Pardo: voz.
- Fernando Pardo: guitarra y voz.
- Marta Ruiz: órgano Hammond, teclados y secuenciador.
- Javi «Vacas» (desde 2005): bajo.
- Roberto Lozano, «Loza» (desde 2000): batería.

### Miembros anteriores
Sex Museum han sufrido diferentes cambios de formación desde sus inicios. Incluso Miguel Pardo dejó el grupo durante un año, en el que giraron con el nombre de The New Sex Museum. Otros músicos que han pasado por el grupo son:
- Jaime de la Brena, "Jimmy" (1985-1986): batería
- José Lanot (1985-1987): guitarra.
- José Luis Hernández, «McCartney» (1985-1990): bajo.
- José Bruno, «El Niño» (1986-1988, 1991-1993): batería.
- Pepe Ríos (1988-1990): batería.
- Germán (1990-1991): bajo.
- Pablo Rodas (1992-2005): bajo.
- Kiki Tornado (1993-2000): batería.
- Álvaro Martialay (1989-1990): batería

## Discografía

### Álbumes
- Fuzz Face (Fidias, 87), LP. Reeditado en 1992 por Animal con diferente portada.
- Sex Museum vs Los Macana (Romilar D, 1988) Mini LP compartido con el grupo Los Macana. Reeditado en CD en 1993 por Emi Odeon.
- Independence (Romilar D, 1989), LP y CD. La edición en CD venía con cinco temas extras. Reeditado en 1993 por Emi Odeon.
- Nature's Way (Fábrica Magnética, 1991), LP.
- Thee Fabulous Furry (Animal, 1992), Doble LP, CD.
- Sparks (Roto Records, 1994), LP y CD. Reeditado en CD por Locomotive Music en 2000.
- Sum (Roto Records, 1995), LP y CD. Reeditado en CD por Locomotive Music en 2000. En la edición en CD aparecen como temas extras las canciones de The Covers EP.
- The Covers EP (Roto Recods, 1995). 7". Se distribuyó junto con Sum.
- Sonic (Locomotive Music, 2000), CD.
- SpeedKings (Locomotive Music, 2001), CD.
- Fly by Night (Locomotive Music, 2004), doble CD en directo, grabado en la Sala Caracol de Madrid el 10 de octubre de 2003.
- Fly by Night (Locomotive Music, 2004), DVD en directo, con el concierto íntegro (3 canciones más que el doble CD).
- United (Locomotive Music, 2006), CD.
- 15 Hits That Never Were (Locomotive Music, 2008). Grándes éxitos regrabados en estudio más un tema inédito.
- Again & Again (Tritone, 2011) CD/LP
- Big City Lies (Tritone, 2014) CD/LP
- Musseexum (El Segell del Primavera, 2018) CD/LP

### Sencillos
- «Ya es tarde» / «Sexual beast» (Fidias, 1987). 7".
- «Get lost» / «Free living» (Romilar D, 1989). 7".
- «I'm moving» / «Last last» (Romilar D, 89). 7".
- «Two sisters» / «Liar» (Fábrica Magnética, 1991). 7".
- «Fabulous furry» / «I'm so glad» (Animal, 1992). 7".
- «P.V.C.» / «Brave Ulyses goes funky» (Locomotive Music, 2000) CD-Sencillo con cinta de vídeo (VHS) del making-off del disco Sonic.
- «Whole lotta Rosie» (Locomotive Music, 2004). CD-sencillo con una versión de AC/DC
- «Two sisters (en directo)» / «Lets go out (en directo)» (Locomotive Music, 2004). CD-sencillo
- «United» (Locomotive Music, 2006), CD-sencillo.
- «Circles in the salt» (Tritone, 2014), CD-sencillo.
- Bailaré sobre tu Tumba, (El Segell del Primavera, 2020) Single Vinilo

### Recopilatorios
Aquí aparecen canciones editadas en exclusiva para discos recopilatorios. Son canciones que no aparecen en ninguno de sus discos oficiales:
- «Drugged Personality» en Battle Of Garages Vol. IV (Voxx U.S.A., 1986).
- «You» en The Munster Dance Hall Favorites Vol. 1 (Munster, 1987). Reeditado como tema extra en  The Munster Dance Hall Favorites Vol. II (Munster, 1989).
- «Sweet home» en Modern Times (Unicorn Records England, 1987).
- «Where I Belong» en Kaleidoscopic Vibrations (Kaleidoscopic Direct, 1991).
- «Hey Conductor» en Hipnosis (Ansia de Color, 1991).
- «Dance» en Morir con las botas puestas. Homenaje a Motörhead (El Diablo, 2005). Disco tributo de grupos españoles a Motörhead.
- «Don't belive a word» en Phil Lynnot Ha Vuelto a la Ciudad. El Rock Rinde Tributo a Thin Lizzy (Animal, 2005). Disco tributo a Thin Lizzy.